# Потреро-Вьехо
Потреро-Вьехо (исп. Potrero Viejo) — посёлок в восточной части Мексики, на территории штата Веракрус. Входит в состав муниципалитета Аматлан-де-лос-Рейес.

## Географическое положение
Потреро-Вьехо расположен на востоке центральной части штата, к северу от реки Хамалы, на расстоянии приблизительно 68 километров к югу от города Халапа-Энрикеса, административного центра штата. Абсолютная высота — 611 метров над уровнем моря.

## Население
Согласно данным, полученным в ходе проведения официальной переписи 2005 года, в посёлке проживало 2055 человек (931 мужчина и 1124 женщины). Насчитывалось 537 домов. По возрастному диапазону население распределилось следующим образом: 35 % — жители младше 18 лет, 52 % — между 18 и 59 годами и 13 % — в возрасте 60 лет и старше. Уровень грамотности среди жителей старше 15 лет составлял 91,8 %.
По данным переписи 2010 года, численность населения Потреро-Вьехо составляла 2165 человек. Динамика численности населения посёлка по годам:
| 2000 | 2005 | 2010 |
| ---- | ---- | ---- |
| 2182 | 2055 | 2165 |